# هيدرا (قمر)

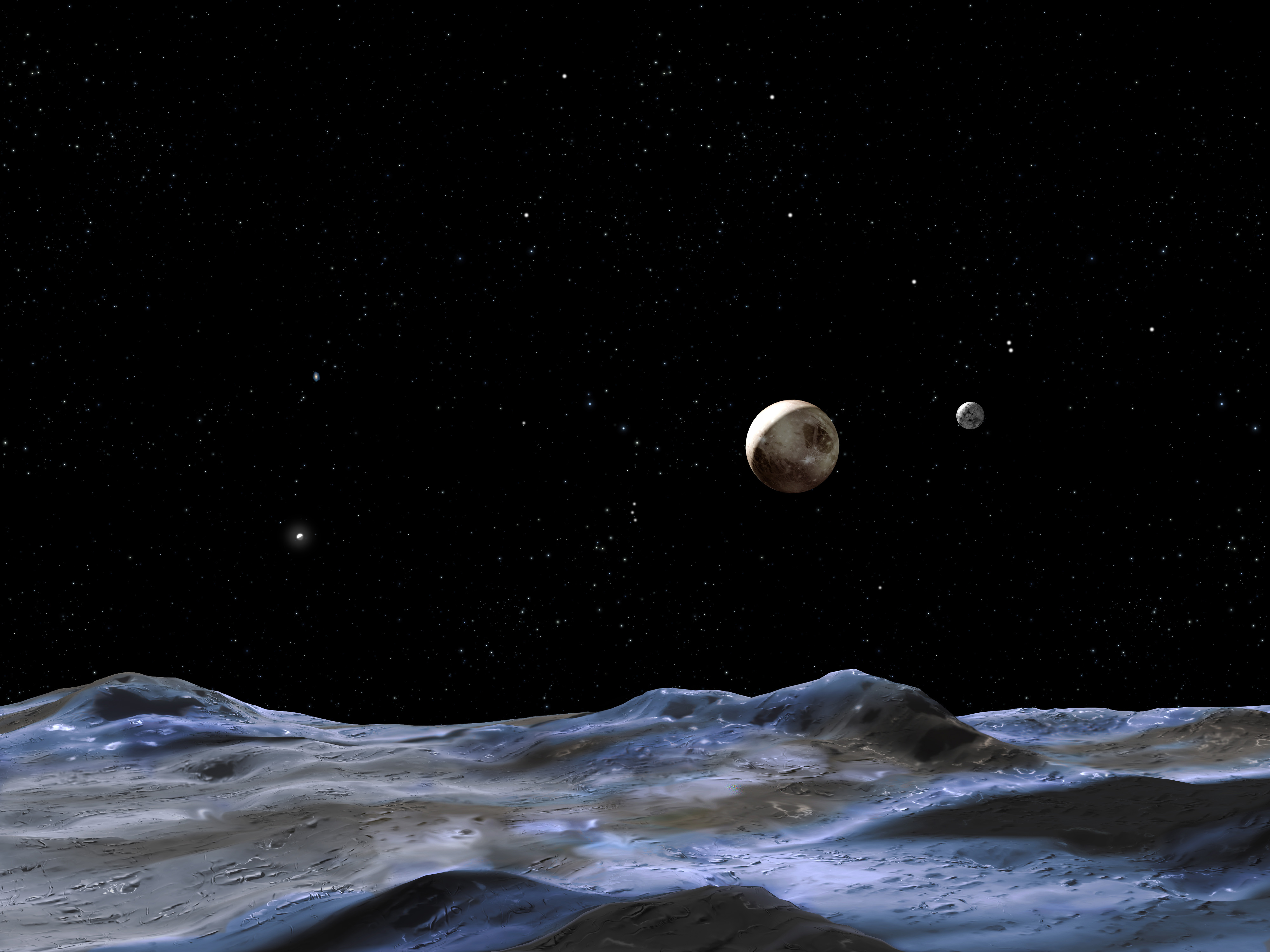
رسم فنان لقمر هيدرا في الأسفل مع بلوتو وفي اليسار نيكس بشكل نقطة

هَيدرا Hydra القمر الثالث والأبعد لبلوتو. اكتشف مع نيكس في يونيو 2005 بواسطة فريق يتبع مرصد فضاء هابل مع أن الصور أخذت في مايو 2005. كان اسمه S/2005 P 1 (Hydra)